# Décorine
La décorine est une protéine humaine codée par le gène DCN situé sur le chromosome 12 humain.
La décorine est un protéoglycane de poids moléculaire compris entre 90 et 140 kilodaltons (kD).  Elle appartient à la famille des petits protéoglycanes riches en leucine (Small leucine-rich proteoglycan, SLRP); elle comprend un cœur protéique constitué de séquences de leucine répétées et d'une chaîne de glycosaminoglycane (GAG).
La décorine est un petit protéoglycane  de la matrice cellulaire ou péricellulaire. Elle est un constituant des tissus conjonctifs, se liant aux fibrilles de collagène de type I.